# La paga (canción)
«La paga» es una canción escrita e interpretada por el cantautor colombiano Juanes. Es el quinto sencillo de radio de los seis de su segundo álbum de estudio, Un día normal. La paga también puede ser encontrada en el álbum compilatorio 2005 Año De Éxitos, el cual presenta también los hits de Paulina Rubio, Luis Fonsi, David Bisbal entre otros.

## Otras versiones
El remix presenta al rapero Taboo y ocasionalmente a Will.I.Am de los Black Eyed Peas. El remix puede ser encontrado en el álbum de los Black Eyed Peas Elephunk Bonus Track Version, y en el álbum de Juanes, Mi Sangre Tour Edition (2005), Mi Sangre (2005 Double Disc Version) & Mi Sangre European Tour Edition. El cantante puertorriqueño Nicky Jam hizo su versión de La Paga producido por los productores dominicanos Luny Tunes y Eliel para el álbum Vida escante (2004).
La canción "La Paga" de Juanes cuenta la historia de una mujer que se encuentra en una situación difícil y necesita dinero para sobrevivir. La letra describe cómo ella está dispuesta a hacer cualquier cosa para conseguir dinero, incluso vender su cuerpo. El protagonista de la canción, el narrador, le ofrece ayuda económica a cambio de su compañía y ella acepta. Sin embargo, a medida que la relación avanza, el narrador comienza a sentirse culpable por lo que está haciendo y finalmente decide terminar la relación. La canción muestra la dura realidad de las personas que se ven obligadas a tomar medidas extremas para sobrevivir y cuestiona la ética de aquellos que aprovechan su vulnerabilidad.

## Listas
| Lista (2003)                                  | Mejor posición |
| --------------------------------------------- | -------------- |
| Alemania (Media Control AG)                   | 91             |
| Bélgica (Flandes) (Ultratip Bubbling Under)   | 3              |
| Bélgica (Valonia) (Ultratip Bubbling Under)   | 8              |
| Estados Unidos (Hot Latin Tracks)             | 5              |
| Estados Unidos (Latin Pop Airplay)            | 3              |
| Estados Unidos (Latin Tropical/Salsa Airplay) | 16             |
| Suiza (Schweizer Hitparade)                   | 29             |